# Giro d'Italia 2002
Giro d'Italia 2002 var den 85. udgave af Giro d'Italia, en af cykelsportens Grand Tours. Løbet blev kørt fra 11. maj til 2. juni 2002. Giroen startede med en 6,5 km lang  prolog, som blev kørt gennem gaderne i den hollandske by Groningen. Løbet sluttede i den italienske by Milano.

## Hold
| - Acqua & Sapone - Alessio - Panaria-Fiordo - Colombia-Selle Italia - Fassa Bortolo - Gerolsteiner - Index Alexia - Kelme-Costa Blanca | - Lampre-Daikin - Skabelon:Cykelholddata CRE - Lotto-Adecco - Mapei-Quick Step - Mercatone Uno - Formaggi Trentini - Phonak | - Rabobank - Saeco Macchine per Caffé-Longoni Sport - Tacconi Sport - Team Coast - Team Colpack-Astro - CSC-Tiscali - Team Telekom |

## Trøjernes fordeling gennem løbet
| Etape | Vinder                     | Samlet stilling ·     | Pointkonkurrencen · | Bjergkonkurrencen ·        | Intergiro-konkurrencen · | Trofeo Fast Team   | Trofeo Super Team |
| ----- | -------------------------- | --------------------- | ------------------- | -------------------------- | ------------------------ | ------------------ | ----------------- |
| P     | Juan Carlos Domínguez      | Juan Carlos Domínguez | ingen uddelt        | ingen uddelt               | ingen uddelt             | ingen uddelt       | ingen uddelt      |
| 1     | Mario Cipollini            | Mario Cipollini       | Mario Cipollini     | ingen uddelt               | Mario Cipollini          | Phonak             | Phonak            |
| 2     | Stefano Garzelli           | Stefano Garzelli      | Mario Cipollini     | Francesco Casagrande       | Fabrizio Guidi           | Mapei-Quick Step   | Mapei-Quick Step  |
| 3     | Mario Cipollini            | Stefano Garzelli      | Mario Cipollini     | Francesco Casagrande       | Massimo Strazzer         | Mapei-Quick Step   | Phonak            |
| 4     | Robbie McEwen              | Stefano Garzelli      | Mario Cipollini     | Francesco Casagrande       | Massimo Strazzer         | Mapei-Quick Step   | Phonak            |
| 5     | Stefano Garzelli           | Stefano Garzelli      | Mario Cipollini     | Stefano Garzelli           | Massimo Strazzer         | Mapei-Quick Step   | Fassa Bortolo     |
| 6     | Giovanni Lombardi          | Jens Heppner          | Mario Cipollini     | Stefano Garzelli           | Massimo Strazzer         | Kelme-Costa Blanca | Phonak            |
| 7     | Rik Verbrugghe             | Jens Heppner          | Mario Cipollini     | Stefano Garzelli           | Massimo Strazzer         | Kelme-Costa Blanca | Phonak            |
| 8     | Aitor González             | Jens Heppner          | Massimo Strazzer    | Stefano Garzelli           | Massimo Strazzer         | Kelme-Costa Blanca | Phonak            |
| 9     | Mario Cipollini            | Jens Heppner          | Mario Cipollini     | Stefano Garzelli           | Massimo Strazzer         | Phonak             | Phonak            |
| 10    | Robbie McEwen              | Jens Heppner          | Massimo Strazzer    | Ruggero Marzoli            | Massimo Strazzer         | Kelme-Costa Blanca | Phonak            |
| 11    | Gilberto Simoni            | Jens Heppner          | Massimo Strazzer    | Gilberto Simoni            | Massimo Strazzer         | Kelme-Costa Blanca | Alessio           |
| 12    | Denis Lunghi               | Jens Heppner          | Massimo Strazzer    | Joaquim Castelblanco       | Massimo Strazzer         | Alessio            | Phonak            |
| 13    | Julio Alberto Perez Cuapio | Jens Heppner          | Massimo Strazzer    | Francesco Casagrande       | Massimo Strazzer         | Alessio            | Alessio           |
| 14    | Tyler Hamilton             | Jens Heppner          | Massimo Strazzer    | Francesco Casagrande       | Massimo Strazzer         | Alessio            | Alessio           |
| 15    | Mario Cipollini            | Jens Heppner          | Massimo Strazzer    | Joaquim Castelblanco       | Massimo Strazzer         | Alessio            | Alessio           |
| 16    | Julio Alberto Perez Cuapio | Cadel Evans           | Massimo Strazzer    | Julio Alberto Pérez Cuapio | Massimo Strazzer         | Alessio            | Alessio           |
| 17    | Pavel Tonkov               | Paolo Savoldelli      | Massimo Strazzer    | Julio Alberto Pérez Cuapio | Massimo Strazzer         | Alessio            | Alessio           |
| 18    | Mario Cipollini            | Paolo Savoldelli      | Mario Cipollini     | Julio Alberto Pérez Cuapio | Massimo Strazzer         | Alessio            | Alessio           |
| 19    | Aitor González             | Paolo Savoldelli      | Mario Cipollini     | Julio Alberto Pérez Cuapio | Massimo Strazzer         | Alessio            | Alessio           |
| 20    | Mario Cipollini            | Paolo Savoldelli      | Mario Cipollini     | Julio Alberto Pérez Cuapio | Massimo Strazzer         | Alessio            | Alessio           |
| Final | Final                      | Paolo Savoldelli      | Mario Cipollini     | Julio Alberto Perez Cuapio | Massimo Strazzer         | Alessio            | Alessio           |